# Département de Cochabamba
Pour les articles homonymes, voir Cochabamba (homonymie).
Le département de Cochabamba (en espagnol : Departamento de Cochabamba) est un département du centre de la Bolivie. Sa capitale est la ville de Cochabamba. Le département devient indépendant le 23 janvier 1826 par décret suprême du maréchal Antonio José de Sucre. Les frontières du département sont dès lors bien définies et il est doté d'une administration.

## Géographie

### Localisation
Le département de Cochabamba est situé au centre de la Bolivie et couvre une superficie de 55 631 km2. C'est le seul département du pays à ne pas avoir de frontière avec un État voisin. Il est bordé au nord par le département du Beni, au sud par le département de Potosí ainsi que par le département de Chuquisaca, à l'ouest par le département d'Oruro et par le département de La Paz et à l'est par le département de Santa Cruz.

### Relief
Son altitude moyenne de 2 558 m est intermédiaire entre l'altitude du département de La Paz et celle du département de Santa Cruz.

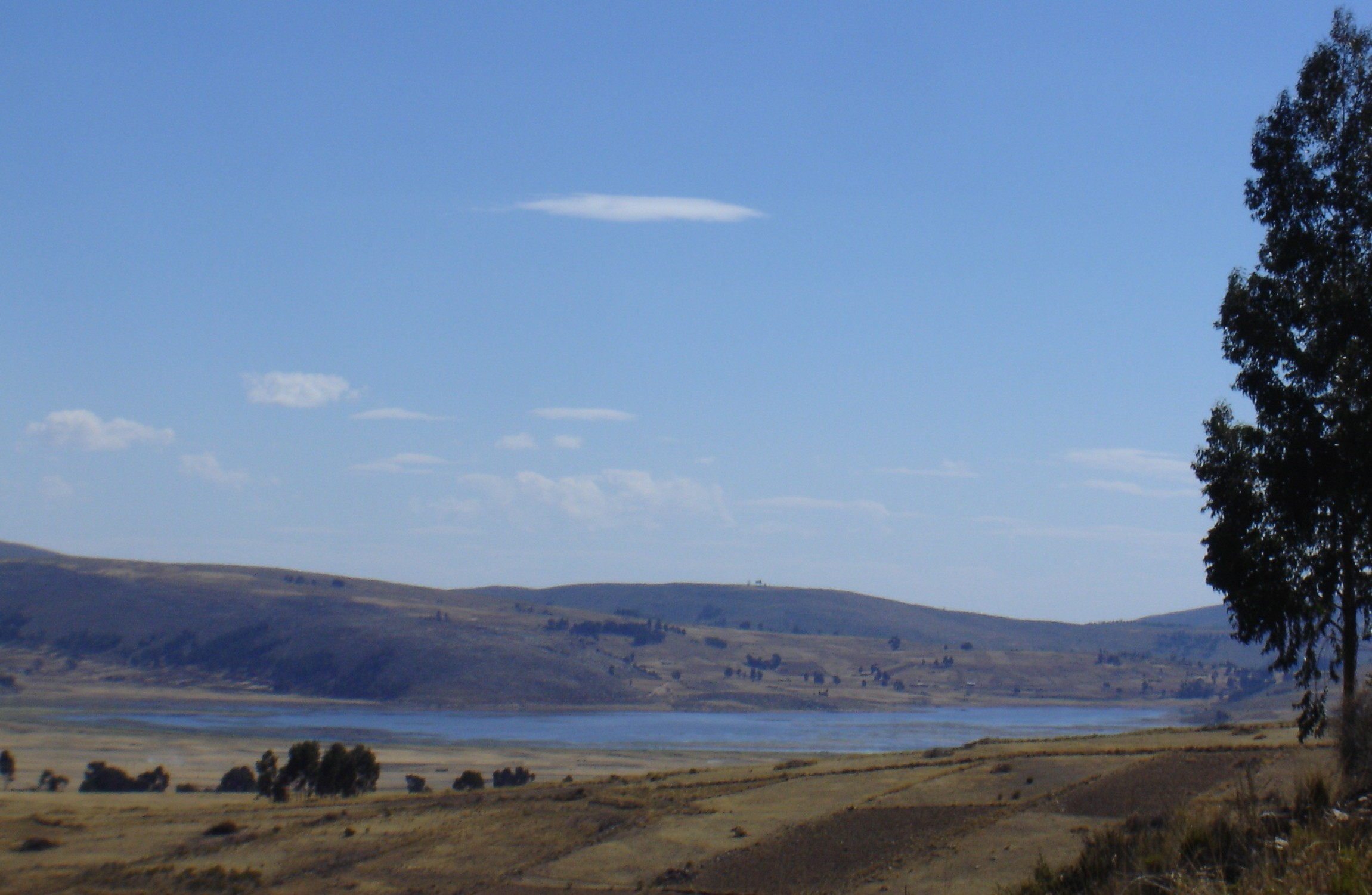
Vue du lac Parquqhucha près de Vacas.

La Cordillère orientale ou Real entre par l'ouest où elle prend le nom de Tres Cruces. À partir du nœud de Masco Cruz, elle prend le nom de cordillère de Cochabamba. Elle continue ensuite son chemin pour sortir par le sud-est.

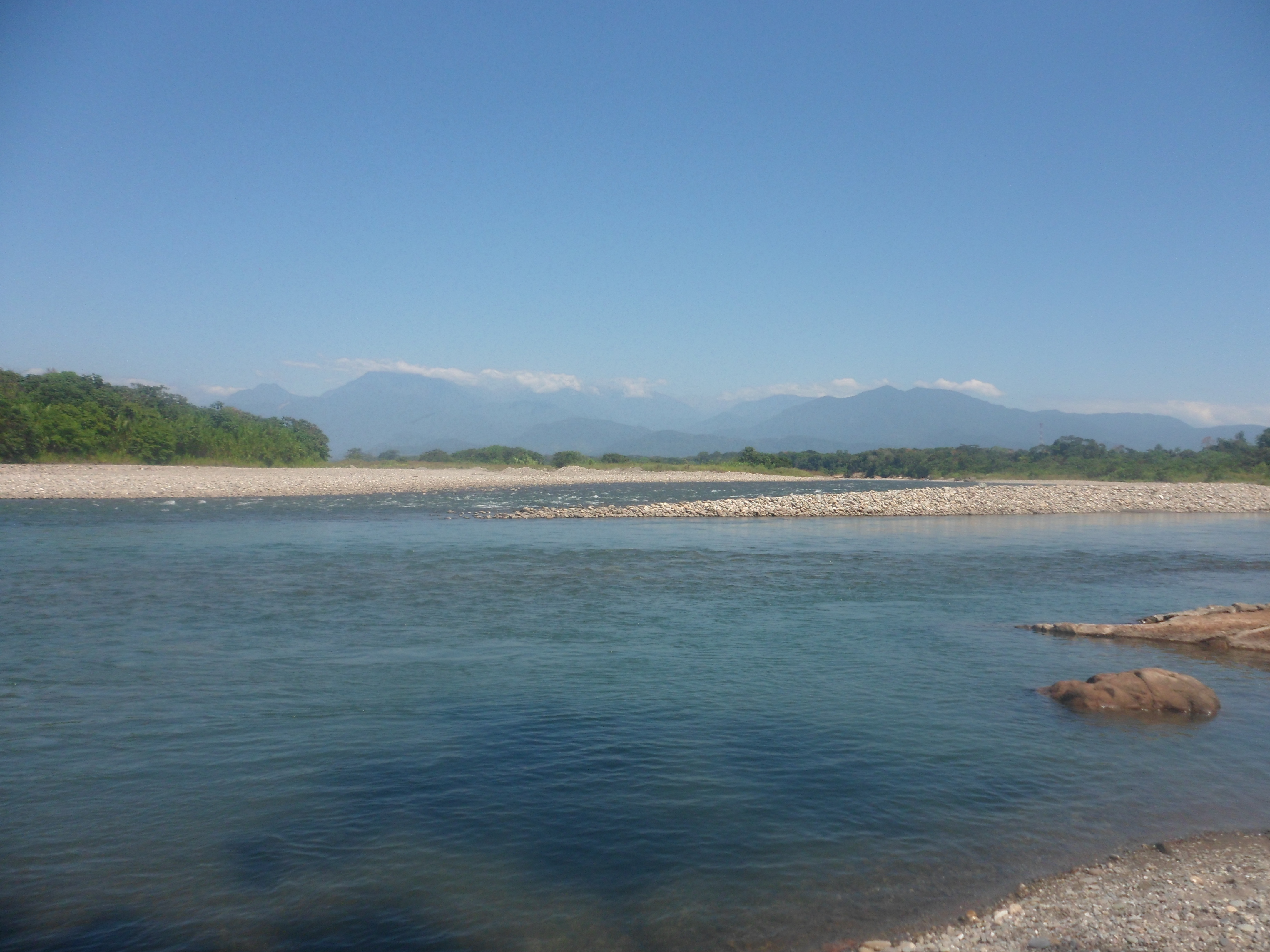
Rivière près de Villa Tunari.

Excepté dans les provinces de Carrasco et Chapare, le département est composé de montagnes dont les principales sont : Masco Cruz, Yanakaka, Mosetenes et la principale Tunari dont le sommet culmine à 5 020 m d'altitude.
Les vallées les plus importantes sont la vallée Alto et la vallée Cliza.

### Climat
Le climat du département de Cochabamba est particulièrement variable, notamment en fonction de l'altitude. Il fait froid dans la région glaciaire de la cordillère, tempéré dans les vallées du flanc de la cordillère, froid à tempéré dans la région de Ceja, tempéré à chaud dans la région des Yungas. La zone du sud-est est celle où il y a le moins de précipitations pluviales, il y fait chaud et sec et elle est caractérisée par une végétation de cactus et de plantes xérophytes. Il demeure que la majorité du département est caractérisé par un climat semi-aride froid (BSk).

## Histoire
La vallée de Cochabamba, en raison de son climat tempéré et de ses sols fertiles, est habitée par plusieurs peuples autochtones distincts avant l'arrivée des Espagnols sur le territoire, tel que le révèle des preuves archéologiques.
Lors de leur arrivée dans la région, les Quechuas prirent le contrôle de l'ensemble du territoire. Leur élan est cependant stoppé au sud-est, à l'entrée de la vallée de Santa Cruz, par des peuples guaranis. C'est pourquoi le quechua (une langue inca) est majoritairement parlé dans la région, principalement par les peuples indigènes. Ce sont probablement les colonisateurs Incas qui ont donné le nom à la vallée, une composition des mots quechuas Qocha et Pampa, qui signifient respectivement « lagune » et « plaine », en raison des nombreux points d'eau et des grandes vallées qui caractérisent l'endroit.
La capitale départementale, Cochabamba, est créée avant le département, soit le 15 août 1571 sous le nom de Villa Real de Oropeza, puis est fondée à nouveau inextricablement trois ans plus tard, le 1er janvier 1574, sous son nom actuel. L'objectif initial de la ville était de constituer un centre agricole d'importance pour subvenir aux besoins alimentaires des villes minières de la région.

À l'époque coloniale, lors de l'existence de la vice-royauté du Río de la Plata, le territoire du département est inclus d'abord dans la province de Santa Cruz puis à l'Intendance de Cochabamba, qui regroupe également les basses-terres de l'est de la Bolivie. Plus tard, vers 1810, des contestations populaires s'amorcent contre le pouvoir royaliste espagnol, et ce, dans l'objectif d'accéder à l'indépendance. Les milices populaires entravent notablement les déplacements des autorités entre le nord et le sud, principalement dans les zones rurales du département limitrophes du département d'Oruro. Le territoire est le théâtre de plusieurs combats entre les royalistes et les républicains jusqu'en 1825, moment où les autorités royalistes capitulent et reconnaissent l'indépendance de la vice-royauté. 

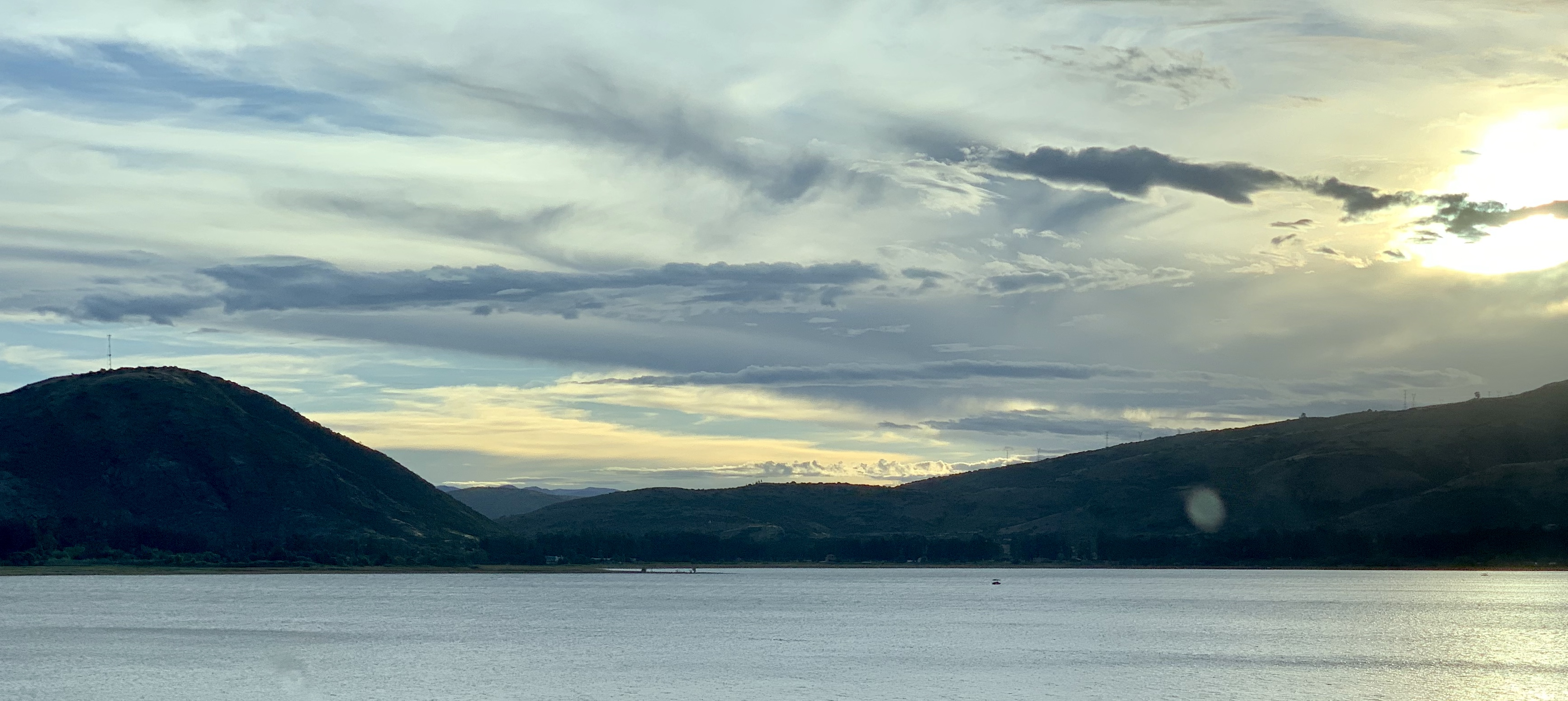
Le lac Angostura, au sud-est de la capitale départementale.

Nouvellement indépendante, la république est à s'organiser et le département de Cochabamba est constitué sous l'impulsion d'Antonio José de Sucre qui promulgue un décret suprême le 23 janvier 1826. Les territoires les plus à l'est sont définitivement rattachés à Santa Cruz, chef-lieu auquel ils étaient reliés historiquement.
Durant le 20e siècle, le département se développe notamment par la construction d'infrastructures routières qui permettent un meilleur accès vers les autres régions du pays, notamment celle de la capitale, La Paz. Le prolongement des axes routiers vers l'est fait d'ailleurs perdre au département de Cochabamba sa deuxième place quant au nombre d'habitants au profit du département de Santa Cruz.
Durant les années 1980, un licenciement massif des mineurs de l'altiplano bolivien a pour effet que ceux-ci émigrent vers la province du Chapare pour se lancer dans la culture de la coca, d'ailleurs encouragée par le gouvernement de Luis García Meza. Leur présence dans le nord du département est d'ailleurs toujours bien vivante après plusieurs années.

## Population

### Langues parlées
Les principales langues parlées dans le département sont l'espagnol, le quechua et l'aymara. La plus grande quantité de personnes parlant le quechua se trouvent également dans le département. Il est à noter que sur les 37 langues officielles reconnues par l'État bolivien, un total de 23 sont parlées dans le département, ce qui fait de Cochabamba, ex æquo avec Santa Cruz, le deuxième département bolivien le plus varié linguistiquement, après celui du Beni. Le tableau suivant présente le nombre d'habitants du département âgés de six ans et plus en fonction de leur langue principalement parlée pour l'année 2012.
| Langue                  | Département | Bolivie   |
| ----------------------- | ----------- | --------- |
| Espagnol                | 845 818     | 5 424 685 |
| Quechua                 | 526 254     | 1 339 919 |
| Aymara                  | 37 087      | 836 570   |
| Autre langue autochtone | 1 492       | 73 721    |
| Autre langue            | 15 469      | 146 683   |

### Évolution démographique
Le tableau suivant présente la population du département selon les recensements boliviens. Il est à noter que les résultats antérieurs à 1882 peuvent avoir une fiabilité variable, considérant les méthodes d'estimation de l'époque qui pouvaient s'appliquer à des territoires plus étendus.
| 1831    | 1835    | 1845    | 1854    | 1882    | 1900    | 1950    | 1976    | 1992      |
| ------- | ------- | ------- | ------- | ------- | ------- | ------- | ------- | --------- |
| 226 727 | 162 401 | 279 048 | 382 919 | 166 760 | 328 163 | 452 145 | 720 831 | 1 110 205 |

| 2001      | 2012      | 2022 | - | - | - | - | - | - |
| --------- | --------- | ---- | - | - | - | - | - | - |
| 1 455 711 | 1 762 761 | —    | - | - | - | - | - | - |

## Divisions administratives
Le département de Cochabamba est divisé en 16 provinces et 201 cantons.
| Province      | Chef-lieu     | Superficie (km²) | Population | Carte des provinces                                 |
| ------------- | ------------- | ---------------- | ---------- | --------------------------------------------------- |
| Arani         | Arani         | 506              | 24 372     | Carte des 16 provinces du département de Cochabamba |
| Esteban Arce  | Tarata        | 1 245            | 32 986     | Carte des 16 provinces du département de Cochabamba |
| Arque         | Arque         | 1 077            | 26 283     | Carte des 16 provinces du département de Cochabamba |
| Ayopaya       | Independencia | 9 620            | 63 997     | Carte des 16 provinces du département de Cochabamba |
| Campero       | Aiquile       | 5 550            | 40 532     | Carte des 16 provinces du département de Cochabamba |
| Capinota      | Capinota      | 1 495            | 26 053     | Carte des 16 provinces du département de Cochabamba |
| Cercado       | Cochabamba    | 391              | 564 882    | Carte des 16 provinces du département de Cochabamba |
| Carrasco      | Totora        | 15 045           | 140 481    | Carte des 16 provinces du département de Cochabamba |
| Chapare       | Sacaba        | 12 445           | 227 404    | Carte des 16 provinces du département de Cochabamba |
| Germán Jordán | Cliza         | 305              | 33 876     | Carte des 16 provinces du département de Cochabamba |
| Mizque        | Mizque        | 2 730            | 40 702     | Carte des 16 provinces du département de Cochabamba |
| Punata        | Punata        | 850              | 47 653     | Carte des 16 provinces du département de Cochabamba |
| Quillacollo   | Quillacollo   | 720              | 303 903    | Carte des 16 provinces du département de Cochabamba |
| Tapacarí      | Tapacarí      | 1 500            | 29 712     | Carte des 16 provinces du département de Cochabamba |
| Bolívar       | Bolívar       | 413              | 9 470      | Carte des 16 provinces du département de Cochabamba |
| Tiraque       | Tiraque       | 1 739            | 36 738     | Carte des 16 provinces du département de Cochabamba |

## Culture
Cochabamba est peuplé des communautés suivantes : Cotas, Chuis, Sauces, Mojocollos, Kollas et Quechuas. Les communautés de Yuracarés se sont développées dans la forêt amazonienne, dans la zone nord du département.

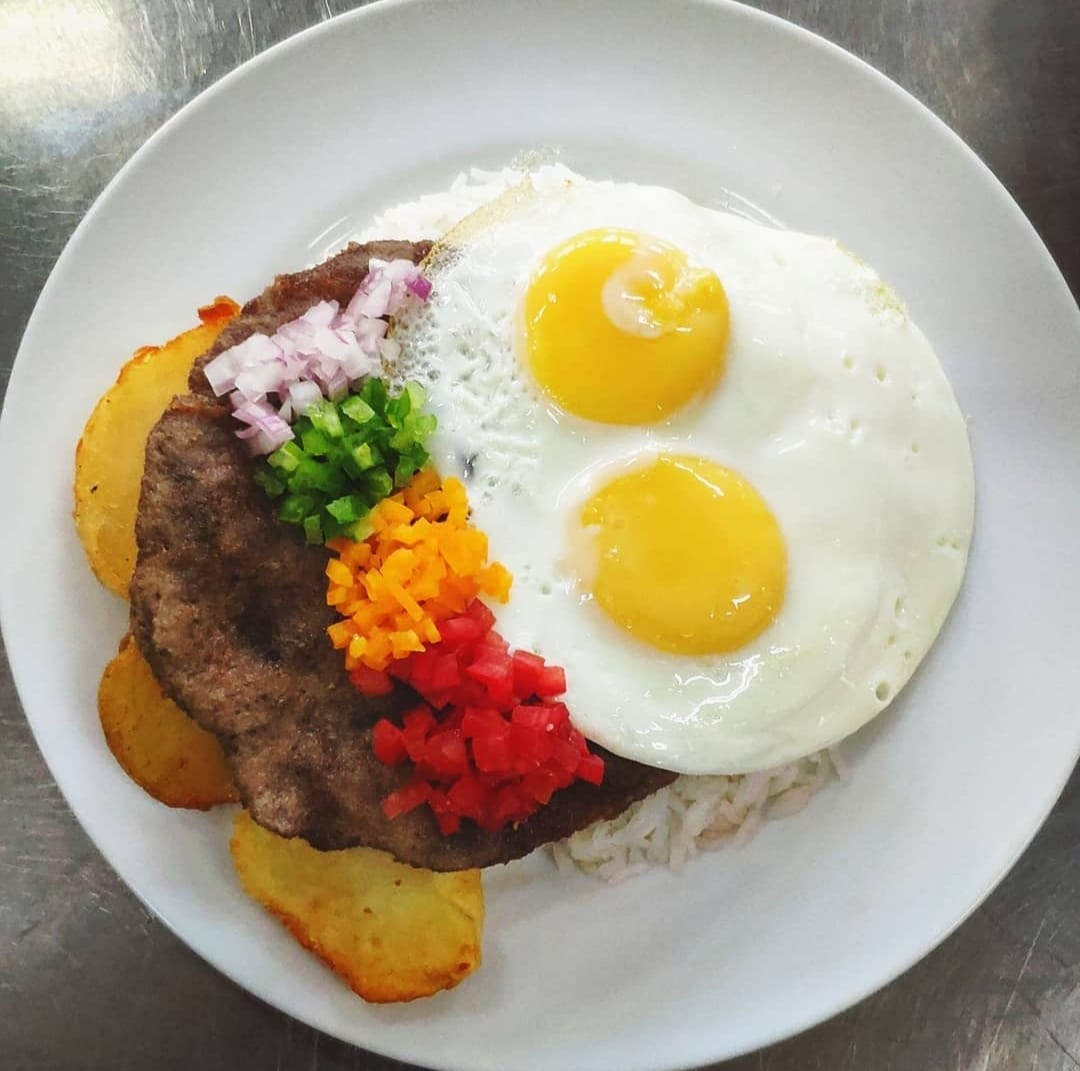
Le silpancho, un plat représentatif de la région.

À cause de son climat, de sa productivité agricole et de son importance commerciale, Cochabamba a récemment attiré un certain nombre de personnes qui ont quitté les communautés minières d'Oruro et de Potosí dans l'altiplano durant la crise de l'étain. Les nouveaux venus sont principalement des Aymaras, ajoutant ainsi un nouvel élément de diversité culturelle dans la ville.
Actuellement, les groupes conservent leurs traditions et coutumes, se dédiant à l'élaboration d'artisanat avec les ressources naturelles de la région. D'un autre côté, cette région est une réserve de faune et de flore vraiment particulières[En quoi ?].
Le silpancho, composé de riz, de patates, d'œufs, de bœuf ainsi que d'une salade d'oignons et tomates, constitue un plat emblématique du département.

## Tourisme

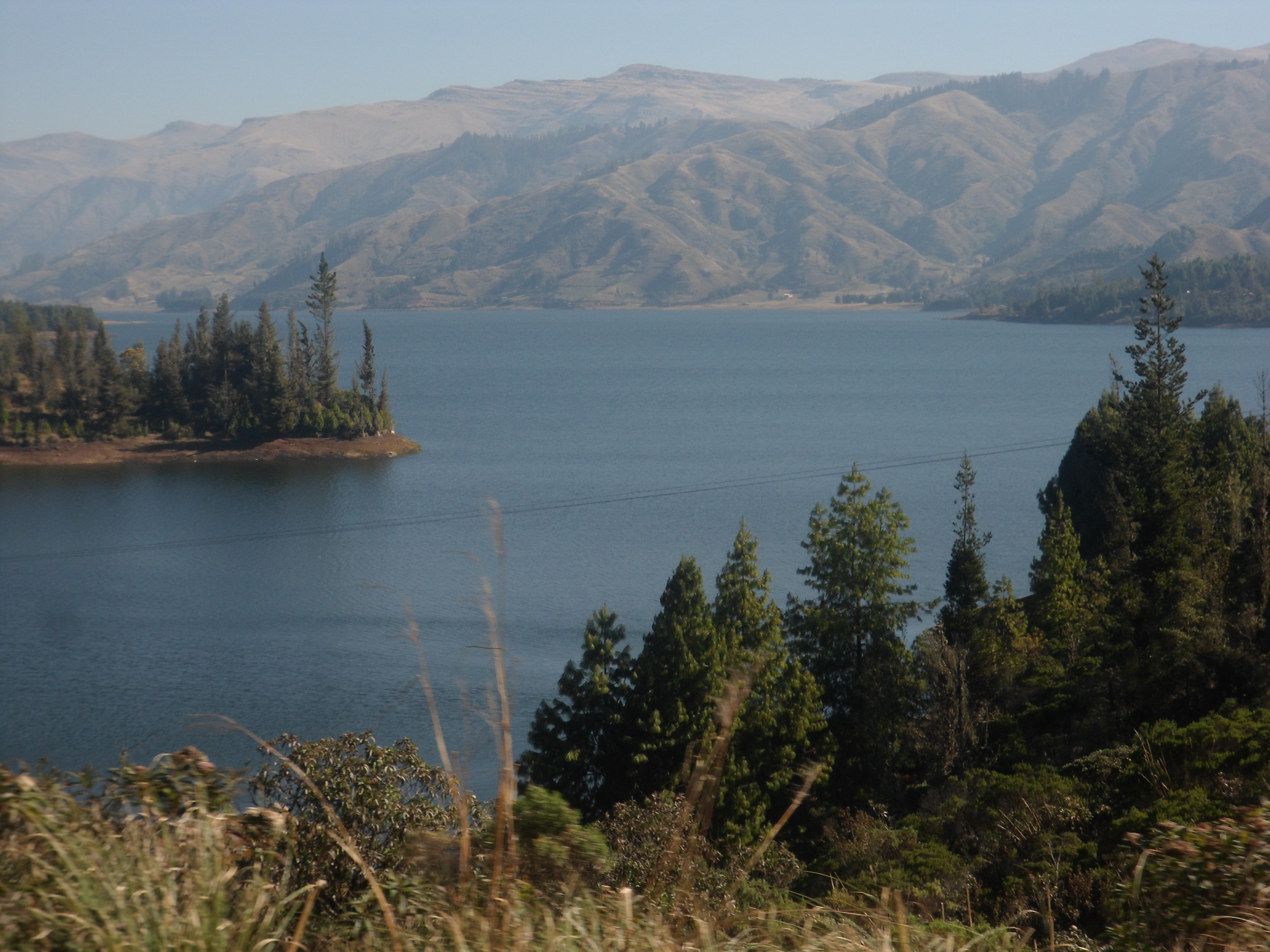
Le lac Corani, adjacent à la route nationale 4 entre Cochabamba et Villa Tunari.

- Panorama de la capitale départementale.Le lac Corani, adjacent à la route nationale 4 entre Cochabamba et Villa Tunari.Cochabamba est surnommée la « cité jardin » en raison de ses nombreux parcs et jardins malgré un climat très sec. La ville possède un important patrimoine colonial et des ruelles bordées de petits balcons richement décorés. Le Christ de la Concordia surplombe la ville. Un petit téléphérique permet d'y accéder. Au cœur de la ville se trouvent la place du 14 septembre, la cathédrale, Cala Cala ainsi que l'immense marché, la Cancha. El Prado est une longue avenue agrémentée par sa promenade centrale et bordée de cafés et restaurants. El Cinecenter est une infrastructure moderne qui offre des possibilités de restauration sur le pouce. La Avenida America est un autre lieu de promenade. Au bout de l'avenue, à l'est, se trouve le Palacio Portales, une ancienne maison de maître reconvertie en musée par les autorités locales. Il possède un jardin arboré et ombragé. Un peu au nord La Recoleta est une place et église d'où part une voie piétonne qui conduit à des restaurants branchés. Le Monumento à las Heroinas est un promontoire au cœur de la ville. La ville compte également un temple mormon.

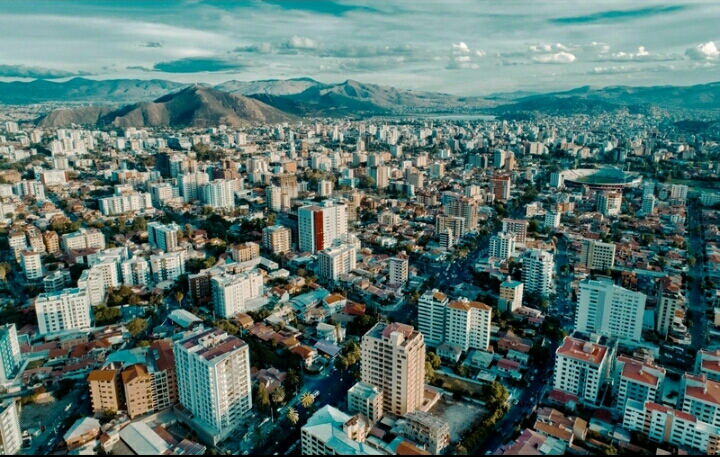
Panorama de la capitale départementale.

- À quelques kilomètres, au-dessus du village de Sipe Sipe se trouve le site inca d'Inka Raqay. On y célèbre tous les ans le solstice d'hiver (Inti Raymi) dans la nuit du 21 juin.

- La province de Chapare, zone de climat subtropical, est située au nord de Cochabamba.

- Incachaca est situé à 80 km de Cochabamba sur la route de Santa Cruz. C'est un endroit offrant des zones particulièrement propices à la pêche sportive.

## Transports
Du fait de sa situation centrale, le département de Cochabamba jouit d'infrastructures de transport variées qui le lient avec l'ensemble des autres régions de Bolivie. Plusieurs des routes nationales boliviennes traversent ou rejoignent le département.
Quant au transport ferroviaire, le département est lié au réseau de chemin de fer de l'ouest du pays, avec des arrêts à Cochabamba, Arani et Aiquile.

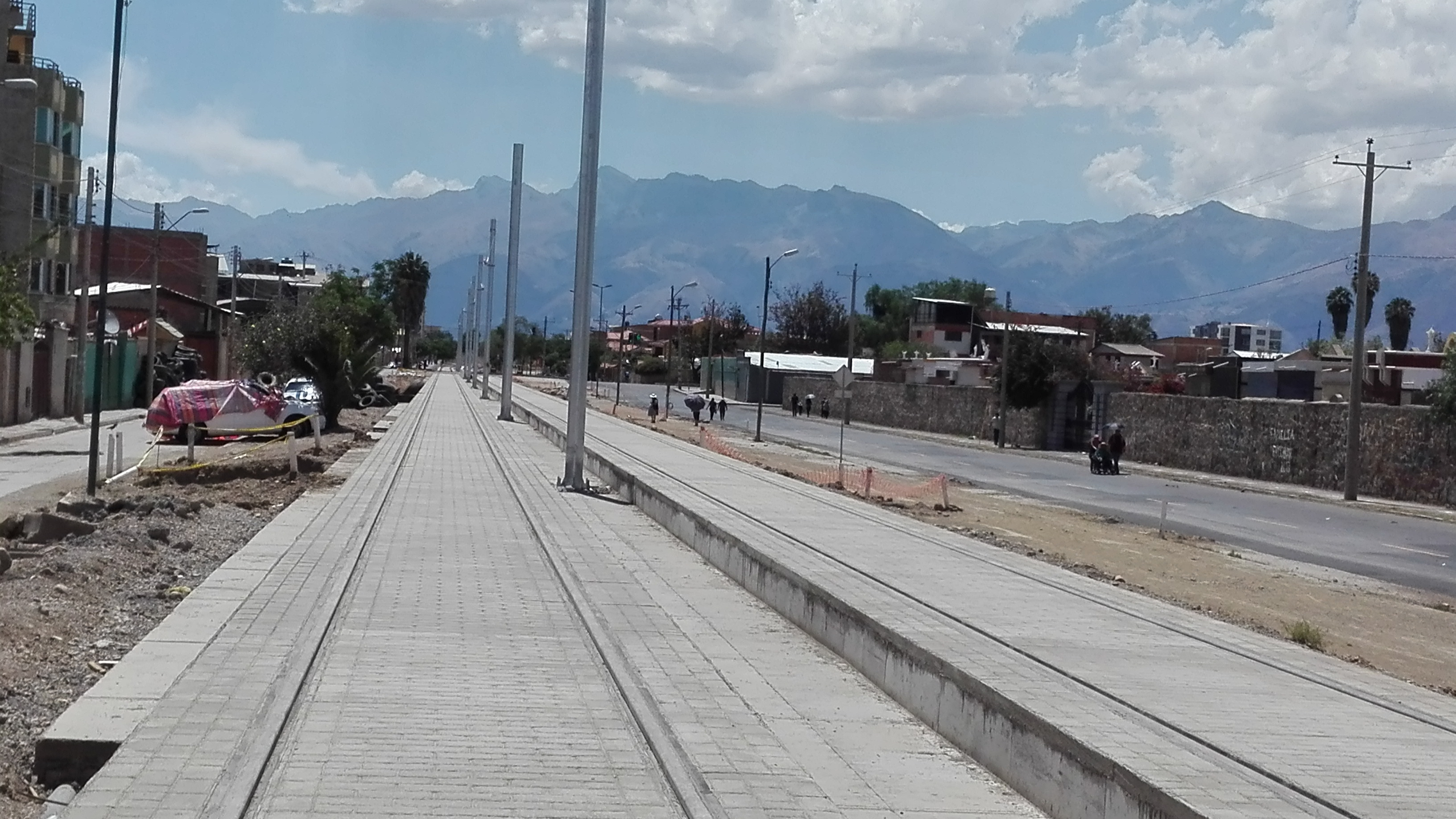
Le métro léger de Cochabamba en construction, en 2019.

En ce qui a trait au transport aérien, l'aéroport international Jorge Wilstermann constitue le principal aéroport du département et est situé dans sa capitale. Des vols journaliers assurés par les compagnies aériennes Aerosur, Boliviana de Aviación et Ecojet sont possibles vers les principales villes du pays, telles que La Paz, Santa Cruz de la Sierra, Tarija et Trinidad. Il s'y offre également des liaisons vers des villes secondaires partout dans le pays. Quelques liaisons internationales desservent également l'aéroport, mais à plus faible fréquence, telles que depuis et vers Buenos Aires, São Paulo et Madrid. L'aéroport de Chimoré, situé dans la province du Chapare, est inauguré en 2015 et permet également des liaisons nationales.
La ville de Cochabamba constitue également un carrefour pour les liaisons en autobus. Au terminal situé au centre-ville, il est possible de rejoindre plusieurs villes partout au pays. Un système léger sur rail est d'ailleurs en construction à Cochabamba. Le réseau appelé Mi Tren devrait comporter trois lignes et 22 stations lorsque terminé, il devait à l'origine être inauguré en 2020.

## Personnalités
- Jaime Laredo (°1941 à Cochabamba) : violoniste et chef d'orchestre américain.
- Manfred Reyes Villa (°1955 à La Paz) : maire (1993-2000, 2021-) puis préfet (2006-2008) de Cochabamba.

## Fêtes et jours fériés
| Date         | Nom                                        | Remarques               |
| ------------ | ------------------------------------------ | ----------------------- |
| 26 janvier   | Anniversaire de Tapacarí                   |                         |
| 2 février    | Fête de San José                           | Province de Quillacollo |
| 19 mars      | Vierge de la Candelaria                    |                         |
| 2 et 3 mai   | Santa Vera Cruz Tatala                     |                         |
| 13 mai       | Notre Dame de Mayo et Notre Dame de Fátima |                         |
| 27 mai       | Heroínas de la Coronilla                   |                         |
| 2 juillet    | San Benito                                 | Province de Punata      |
| 16 juillet   | Recoleta (Indépendance)                    |                         |
| 26 juillet   | Santa Ana (Cala Cala)                      |                         |
| 6 août       | Anniversaire civique national              |                         |
| 15 août      | Vierge de Urqupiña                         | Province de Quillacollo |
| 14 septembre | Anniversaire du Département                |                         |
| 12 octobre   | Vierge du Rosario                          |                         |
| 4 décembre   | Santa Bárbara (Vacas)                      | Province d'Arani        |